# Wilhelm z Modeny
Wilhelm z Modeny, Guglielmo de Savoy, Guglielmo de Chartreaux (ur. 1184?, zm. 31 marca 1251) – włoski duchowny, z zakonu kartuzów. Wicekanclerz Świętego Kościoła Rzymskiego 1219-1222, biskup Modeny 1222-1233, kardynał-biskup Sabiny od 28 maja 1244. Sprawował także urząd penitencjariusza apostolskiego.

## Życiorys
W 1239 konsekrował kościół dominikanów w Gdańsku.
Był legatem papieży Honoriusza III, Grzegorza IX i Innocentego IV dla północnych terenów Europy: Liwonii, Inflant, Prus, Holsztynu, Semigalii, Bornholmu, Gotlandii. Jako legat papieski 28 lipca 1243 we włoskim Anagni wydał bullę tworzącą struktury diecezjalne w Prusach (formalny dokument kancelaria papieska wystawiła dzień później, 29 lipca i stąd ta data została przyjęta starszych opracowaniach). W 1244 jako kardynał protektor zakonu krzyżackiego zatwierdził nową regułę krzyżacką dostosowaną do zmienionych warunków działania zakonu.
W 1247 odbył misję do Norwegii do Haakona IV, którego Innocenty IV chciał uczynić cesarzem oraz do Szwecji.
Zmarł w 1251 w Lyonie.